# Li Yongbo
Li Yongbo (李永波S, Lǐ YǒngbōP; Dalian, 18 settembre 1962) è un ex giocatore di badminton cinese.

## Palmarès

### Olimpiadi
- 1 medaglia:
  - 1 bronzo (Barcellona 1992 nel doppio)